# Atletiek op de Olympische Zomerspelen 2024 – 4×400 meter mannen
De 4×400 meter voor mannen  op de Olympische Zomerspelen 2024 vond plaats op vrijdag 9 en zaterdag 10 augustus 2024 in het Stade de France in Parijs. 

## Records
Voorafgaand aan het toernooi waren dit het wereldrecord en het olympisch record.
| Wereldrecord     | Verenigde StatenAndrew Valmon, Quincy Watts, Butch Reynolds, Michael Johnson   | 2.54,29 | Stuttgart | 22 augustus 1993 |
| Olympisch record | Verenigde Staten LaShawn Merritt, Angelo Taylor, David Neville, Jeremy Wariner | 2.55,39 | Peking    | 23 augustus 2008 |

## Kwalificatie
Veertien teams konden zich kwalificeren voor dit estafette-onderdeel tijdens de  World Athletics Relays 2024. Kwalificatie van de overige twee teams vond plaats op basis van klassering op de World Athletics Top List, met 30 juni 2024 als peildatum.

## Resultaten

### Series
De drie snelsten van elke serie kwalificeerden zich direct voor de finale (Q). Van de overgebleven teams plaatsten de twee tijdsnelsten zich ook voor de finale (q).
Serie 1
| Rang | Baan | Land                                                                                | Reactie | Tijd    | Bijz. |
| ---- | ---- | ----------------------------------------------------------------------------------- | ------- | ------- | ----- |
| 1    | 6    | Botswana Letsile Tebogo, Busang Kebinatshipi, Anthony Pesela, Bayapo Ndori          | 0.165   | 2.57,76 | Q, SB |
| 2    | 8    | Groot-Brittannië Samuel Reardon, Matthew Hudson-Smith, Toby Harries, Charlie Dobson | 0.228   | 2.58,88 | Q, SB |
| 3    | 4    | Verenigde Staten Quincy Wilson, Vernon Norwood, Bryce Deadmon, Christopher Bailey   | 0.166   | 2.59,15 | Q     |
| 4    | 7    | Japan Yuki Joseph Nakajima, Kaito Kawabata, Fuga Sato, Kentaro Sato                 | 0.199   | 2.59,48 | q     |
| 5    | 2    | Zambia Patrick Kakozi Nyambe, Kennedy Luchembe, Chanda Mulenga, Muzala Samukonga    | 0.190   | 3.00,08 | q     |
| 6    | 5    | Duitsland Jean Paul Bredau, Marc Koch, Manuel Sanders, Emil Agyekum                 | 0.153   | 3.00,29 | SB    |
| 7    | 3    | Polen Maksymilian Szwed, Karol Zalewski, Daniel Sołtysiak, Kajetan Duszyński        | 0.163   | 3.01,21 | SB    |
| 8    | 9    | Trinidad en Tobago Renny Quow, Jereem Richards, Jaden Marchan, Shakeem McKay        | 0.156   | 3.06,73 |       |

Serie 2
| Rang | Baan | Land                                                                                  | Reactie | Tijd    | Bijz. |
| ---- | ---- | ------------------------------------------------------------------------------------- | ------- | ------- | ----- |
| 1    | 3    | Frankrijk Muhammad Abdallah Kounta, Gilles Biron, Téo Andant, Fabrisio Saïdy          | 0.156   | 2.59,53 | Q, SB |
| 2    | 7    | België Jonathan Sacoor, Dylan Borlée, Florent Mabille, Kevin Borlée                   | 0.143   | 2.59,84 | Q, SB |
| 3    | 5    | Italië Luca Sito, Vladimir Aceti, Alessandro Sibilio, Edoardo Scotti                  | 0.166   | 3.00,26 | Q, SB |
| 4    | 2    | Indonesië Muhammed Anas Yahiya, Muhammad Ajmal Variyathodi, Amoj Jacob, Rajesh Ramesh | 0.158   | 3.00,58 | SB    |
| 5    | 4    | Brazilië Lucas Carvalho, Lucas Vilar, Douglas Mendes, Matheus Lima                    | 0.141   | 3.00,95 | SB    |
| 6    | 9    | Spanje Iñaki Cañal, Óscar Husillos, David García Zurita, Julio Arenas                 | 0.145   | 3.01,60 |       |
| 7    | 6    | Zuid-Afrika Gardeo Isaacs, Zakithi Nene, Antonie Matthys Nortje, Lythe Pillay         | 0.168   | 3.03,19 | q     |
|      | 8    | Nigeria Ifeanyi Emmanuel Ojeli, Ezekiel Nathaniel, Dubem Amene, Chidi Okezie          | 0.152   |         | DSQ   |

### Finale
De finale vond plaats op zaterdagavond 10 augustus.
| Rang   | Baan | Land                                                                                    | Reactie | Tijd    | Bijz. |
| ------ | ---- | --------------------------------------------------------------------------------------- | ------- | ------- | ----- |
| Goud   | 4    | Verenigde Staten Christopher Bailey, Vernon Norwood, Bryce Deadmon, Rai Benjamin        | 0.144   | 2.54,43 | OR    |
| Zilver | 6    | Botswana Bayapo Ndori, Busang Kebinatshipi, Anthony Pesela, Letsile Tebogo              | 0.159   | 2.54,53 | AR    |
| Brons  | 7    | Groot-Brittannië Alex Haydock-Wilson, Matthew Hudson-Smith, Lewis Davey, Charlie Dobson | 0.150   | 2.55,83 | ER    |
| 4      | 5    | België Jonathan Sacoor, Dylan Borlée, Kevin Borlée, Florent Mabille                     | 0.152   | 2.57,75 | NR    |
| 5      | 1    | Zuid-Afrika Gardeo Isaacs, Zakithi Nene, Lythe Pillay, Antonie Matthys Nortje           | 0.156   | 2.58,12 | NR    |
| 6      | 2    | Japan Yuki Joseph Nakajima, Kaito Kawabata, Fuga Sato, Kentaro Sato                     | 0.204   | 2.58,33 | AR    |
| 7      | 9    | Italië Luca Sito, Vladimir Aceti, Edoardo Scotti, Alessandro Sibilio                    | 0.152   | 2.59,72 | SB    |
| 8      | 3    | Zambia Patrick Kakozi Nyambe, Kennedy Luchembe, Chanda Mulenga, Muzala Samukonga        | 0.186   | 3.02,76 |       |
| 9      | 8    | Frankrijk Muhammad Abdallah Kounta, Gilles Biron, Téo Andant, Fabrisio Saïdy            | 0.156   | 3.07,30 |       |

1912: Sheppard, Lindberg, Meredith, Reidpath ·
1920: Griffiths, Lindsay, Ainsworth-Davis, Butler ·
1924: Cochran, Helffrich, MacDonald, Stevenson ·
1928: Baird, Alderman, Spencer, Barbuti ·
1932: Fuqua, Ablowich, Warner, Carr ·
1936: Wolff, Rampling, Roberts, Brown ·
1948: Harnden, Bourland, Cochran, Whitfield ·
1952: Wint, Laing, McKenley, Rhoden ·
1956: Jenkins, Jones, Mashburn, Courtney ·
1960: Yerman, Young, G. Davis, O. Davis ·
1964: Cassell, Larrabee, Williams, Carr ·
1968: Matthews, Freeman, James, Evans ·
1972: Asati, Nyamau, Ouko, Sang ·
1976: Frazier, Brown, Newhouse, Parks ·
1980: Valiulis, Linge, Tsjernetski, Markin ·
1984: Nix, Armstead, Babers, McKay ·
1988: Everett, Lewis, Robinzine, Reynolds ·
1992: Valmon, Watts, Johnson, Lewis ·
1996: Harrison, Smith, Mills, Maybank ·
2000: Bada, Chukwu, Monye, Udo-Obong  ·
2004: Harris, Brew, Wariner, Williamson ·
2008: Merritt, Taylor, Neville, Wariner ·
2012: Brown, Pinder, Mathieu, Miller ·
2016: Hall, McQuay, Roberts, Merritt ·
2020: Cherry, Norman, Deadmon, Benjamin ·
2024: Bailey, Norwood, Deadmon, Benjamin